# محمد آصف ننگ
محمد آسف ننگ (پشتو: محمد آصف ننګ؛ زادهٔ ۱۹۷۲) سیاست‌مدار اهل افغانستان است. وی والی سابق فراه بود.